# 이성헌 (1534년)
이성헌(李成憲, 1534년 2월 22일 - 1601년 5월 8일)은 조선 중기의 문신, 군인이다. 1560년(명종 18년) 별시문과에 병과(丙科)로 급제한 후 관직은 판관에 이르렀다. 임진왜란 때는 의병장으로도 활동했다.
1560년(명종 15년) 별시문과(別試文科)에 병과 급제 후 승정원과 승문원의 주서 등을 역임했다. 아버지 이감에 연좌되어 1563년(명종 18) 이후 파직되었다가 1564년 서용의 명령이 내려졌지만, 이후 파직과 복관을 반복했다. 이후 판관 등을 거쳐 1591년(선조 24) 진위장군(振威將軍) 호분위사정 겸 영서도찰방(虎賁衛司正兼迎曙道察訪)이 되었다. 임진왜란 당시에는 의병장이었고, 수안으로 피난온 의인왕후를 수행한 공로로 1계급 승직하였다. 사후 증 통정대부 승정원도승지 지제교 겸 경연참찬관 춘추관수찬관 상서원정에 증직되었다가 다시 증 가선대부 이조참판 겸 동지경연의금부춘추관성균관사에 추증되고, 다시 증 자헌대부 이조판서로 거듭 추증되었다.
그의 부인 전주이씨 이봉령(李奉令)은 세종대왕의 아들 밀성군 이침의 후손으로, 선원록에 실려서 이름이 후대에 전하게 되었다. 이감(李戡)의 아들로, 송곡 이서우(李瑞雨)의 증조부가 된다. 선조대부터 인조대의 의사(醫師) 이희헌(李希憲)은 그의 이복 동생이었다. 본관은 우계(羽溪)이며 자는 중장(仲章)이다.

## 생애

### 출생과 가계
성종~중종 때의 무신 이지방(李之芳)의 증손으로 1534년(중종 29) 2월 22일 경기도 광주군 낙생면 대장리(현, 성남시 분당구 대장동)에서 참판, 대사헌, 대호군을 지낸 이감(李戡)과 정헌공 임권의 딸 풍천임씨의 아들로 태어났다. 할아버지는 병마절도사를 역임한 이광식(李光軾)이고, 증조부는 병마절도사 이지방(李之芳)이다. 그가 태어날 무렵 증조부 이지방이 생존해 있었다. 임진왜란 때 웅치 전투와 남원성 전투에서 활약한 이복남은 그의 5촌 조카가 된다. 
그의 가계는 원래 무관의 가계로, 증조 이지방과 조부 이광식, 숙부 이전, 이용은 모두 무과에 급제하여 병마절도사를 지낸 무관이었다. 그러나 아버지 이감이 1543년(중종 38) 문과에 급제하여 문반가문으로 성장했다.
어머니 풍천임씨는 임권(任權)의 딸로, 임권은 중종, 명종 연간의 재상으로 조광조 등과 가깝게 지내다가 한때 기묘사화에 연루되어 관직에서 쫓겨났다가 뒤에 복직하고 기묘당적에 수록되었다. 할아버지는 공조판서와 지중추부사를 지낸 소간공 임유겸(任由謙)이고, 백부는 관찰사를 지낸 임추(任樞)이다. 친정어머니는 영산신씨(靈山辛氏), 진사 신제담(辛悌聃)의 딸이며 수문전대제학 신인손(辛引孫)의 손녀이다. 어머니 풍천임씨는 1556년(명종 11)에 사망하였다.
형제자매 로는 친 누이 동생이 2명 있었는데, 이성헌의 누이동생 중 1명은 영원부원군 윤호의 증손이자 영천부원군 윤탕로의 손자 윤유후에게 출가했다. 윤유후의 할머니는 밀성군의 아들 운산군 이계의 딸로, 밀성군 가문과는 이중으로 인척관계가 되는데, 운산군 계의 서자였던 광성정 이전의 아들이 광원군 이구수이고 부인 전주이씨 이봉령(全州李氏 李奉令)의 할아버지가 된다.
뒤에 그보다 4년 연하의 계모 예천윤씨 또는 예산윤씨에게서 이복동생 혹은 서제인 이의헌(李宜憲), 이희헌(李希憲), 이유헌(李有憲)과 안동권씨 권봉수에게 출가한 이복 동생 등이 태어난다. 이희헌은 선조~인조 대의 의원이었고, 이유헌 역시 의과에 급제한 의관이었다. 그와 오래 가깝게 지낸 인물로는 유영길(柳永吉), 이정암(李廷馣) 등이 있다.
처가인 밀성군가와의 교류는 어느정도였는지 불확실하지만 처남 이극강의 손자 백강 이경여가 이성헌의 손자 이경항에게 편지나 송별시 등을 보낸 기록이 전한다.

### 과거 급제와 관료 생활
1555년(명종 10년) 이전에 광원군 이구수의 딸 전주이씨 이봉령(全州李氏 李奉令)과 결혼했는데, 부인 전주이씨 이봉령(全州李氏 李奉令)은 세종대왕의 서자 밀성군 침의 4대손이다. 또한 전실인지 후실인지는 알 수 없으나 이한(李澣)의 딸 전주이씨도 있다. 그의 초기 행적은 자세하지 않다.
유학(幼學)으로 1560년(명종 15년) 9월 28일 별시문과에 병과 10위로 급제, 승문원주서 등을 지냈다. 1563년(명종 18) 1월 4일 청선(淸選)에 오르고, 승정원주서가 되었다. 겸 춘추관기사관(兼春秋舘記事官)이 되었다. 그해 5월 21일 승지에 궐원이 생기자, 그는 사관이 차기 승지 후보자를 묻는 질문에 '오늘 정사에 승지가 나올 것인데 어느 사람이 될지 모르겠지만 이관(李瓘)의 무리가 되지 않겠는가'라고 하였다. 한편 이량 집권기간 중 이성헌(李成憲)과 이언이(李彦怡) 등이 이조좌랑의 후보자 물망에 올랐다 한다. 이량은 유영길을 이조좌랑으로 앉힌 뒤 그와 이언이를 차례대로 이조좌랑에 앉히려 하였다.
실록에 의하면 한때 이감(李戡)은 자신의 아들 이성헌(李成憲)을 한림으로 삼으려 했으나 한원(翰苑)에서 추천해 주지 않았는데 그때 기대승이 한원에 있었기 때문에 항시 원망했다 한다. 기대승이 한원(翰苑)에 있을 때 이감(李戡)의 아들 이성헌(李成憲)을 검열에 천거하지 않았다 하여 이량이 기대승에게 원한을 품었다는 설도 있다.
그해 8월 아버지 이감이 이량의 당여로 몰리면서 파직, 유배되고 이때 그도 파직되었다. 그 뒤 그해 9월 복관, 9월 29일 승문원 정자(承文院正字)가 되고, 이후 예문관 검열 등을 역임했으나 파직되었다. 1564년(명종 19년) 다시 서용의 명령이 내려졌으나 양사로부터 여러번 논계를 당하고, 승문원박사(博士)에 임명되었으나 사직했다. 1565년 1월 6일 양사에서 고경명(高景命)，윤인함(尹仁涵)，김여부(金汝孚)，이언충(李彦忠)，심뇌(沈鐳)，심전(沈銓)，강극성(姜克誠) 등을 공격, 문외출송을 청하였다. 같은 날 양사에서 그를 이감의 아들이라는 이유로 사판(仕版)에서 삭제할 것을 청하였으나 명종이 듣지 않았다. 이 날부터 양사에서 여러번 논계하여 1월 7일 사판에서 삭제되고 문외출송되었다.

### 거듭된 탄핵과 면직
1570년(선조 3) 왕명으로 서용(敍用)의 명령이 내려지자, 그해 5월 16일부터 환수를 청하는 양사의 논계를 받았으나 왕이 듣지 않았다. 그뒤 다시 복직하여 이후 성균관전적, 승문원교리를 거쳐 판관에 이르렀다. 1574년(선조 7) 6월 6일 삼공육경이 이명(李銘), 고경명(高敬命), 윤인함(尹仁涵), 임복(林復), 정신(鄭愼), 김여부(金汝孚), 김진(金鎭), 황이환(黃以瓊), 이성헌(李成憲), 이언충(李彦忠), 윤인서(尹仁恕), 조원덕(沈金+雷), 조덕원(趙德源), 황삼성(黃三省), 정이(鄭惕), 강극성(姜克誠) 등을 등용할 것을 의논하였다. 이에 양사는 김여부, 김진, 윤인함, 임복, 이명, 강극성 등 거명된 인물들이 권간과 결탁하여 사류들을 모해한 사람들을 다시서용해서는 안된다고 반대하였다. 1574년(선조 7년) 6월 7일 다시 파직되고, 문외출송(門外黜送)당했다.
6월 8일 홍문관에서 차차를 올려 그와 김여부 등 언급된 인물들을 음험하고 사류를 모해한 자들은 임용해서는 안된다며 차자를 올렸고, 6월 11일 사간원에서 언급된 인물들의 등용에 반대하여 차자(箚子)를 올렸다. 1576년(선조 9) 한재(旱災)로 소방할 때 풀려났으며, 양사가 여러 번 반대했으나 선조가 듣지 않았다. 이후 관직생활을 계속하였지만 어느 직책에 임명되었는지는 알려지지 않았다. 1582년(선조 15) 사헌부로부터 사대부들이 대경(代耕)의 의를 모른다는 이유로 관원들의 파직을 청하였으나, 선조는 추고하도록 하였다.

### 생애 후반
1591년(선조 24) 진위장군(振威將軍)으로 호분위사정 겸 영서도찰방(虎賁衛司正兼迎曙道察訪)에 임명되었다. 이는 아들 이명남의 생원시험 입격 기록에 아버지 이름과 직책을 적는 칸을 통해 고증되었다.
1592년(선조 25년) 임진왜란 때 부장(副將)으로 참전하여 경기도 광주(廣州)에서 왜군과 교전하였다. 그해 수안으로 내려온 선조비 의인왕후를 수행하였다. 의인왕후를 수행하고, 왜군과 싸워 이긴 공로로 1599년(선조 32년) 7월 24일 1계급 승직하고, 아마 1필을 선물로 받았다.
이정암이 쓴 한고관외사(寒臯觀外史) 68권의 "己亥正月初一日哭奠几筵而還舎弟佐郞往墓山" 편에 의하면 1599년(선조 32) 4월 11일 당시 이정암이 형의 상을 당했을때, 이성헌이 아들 이명남을 데리고 이정암을 방문했는데, 이때 '十日哭辭伯氏與未子早發投宿子安山金珞家珞即吾同年故察訪金得齡子也待余極款金叅議㯋男持服在隣遣子弟吊慰甚至ㅊ李成憲生貟李命男座首金湛來訪' 이라 하여 전 판관(前 判官)이었다고 한다. 그러나 그가 언제 어느 부서의 판관을 지냈는가는 알려져있지 않다. 이후의 행적은 알려져 있지 않다. 1601년(선조 34년) 5월 8일에 경기도 광주군 낙생면 대장리에서 사망하였다.

### 사후
사후 경기도 광주군 낙생면 대장리(현, 경기도 성남시 분당구 대장동 산 19번지) 사동(寺洞, 절골부락) 후산에 안장되었다.
후일 증직으로 증(贈) 통정대부 승정원도승지 지제교(通政大夫 承政院都承旨 知製敎) 겸 경연참찬관 춘추관수찬관 예문관직제학 상서원정(經筵參贊官 藝文館直提學 尙瑞院正)에 추증되었다가 다시 증 가선대부 이조참판 겸 동지경연 의금부 춘추관 성균관사 오위도총부 부총관에 추증되었다. 뒤에 거듭 증직되어 증 이조판서에 추증되었다. 호주 채유후(湖洲 蔡裕後)가 쓴 그의 증손 이가우(李嘉雨)의 묘갈명으로, 채유후의 문집 6권에 수록된 이군묘갈명에는 증 이조판서로 나타났으나, 뒷날 강작되어 그의 다른 증손 이서우가 쓴 그의 다른 아들 이길남의 묘갈명인 선조고 증좌승지부군묘갈에는 증 이조참판으로 되어 있다.
2017년 6월의 성남 판교대장 도시개발사업으로 2017년 8월 경기도 성남시 분당구 대장동 산 19번지에서 강원도 원주시 부론면 단강1리 작실로 이장되었다. 근처에는 그의 증손 송곡 이서우((松谷 李瑞雨)의 사당인 영정각(影幀閣)이 있다. 그의 묘소 오른쪽 옆에는 둘째아들 이길남(李吉男) 내외의 묘소가 같이 이장, 조성되었다.

## 가족 관계
그의 부인 중 광원수 이구수(廣原守 李龜壽)의 딸 전주이씨의 생졸년은 당초 미상이었으나, 선원록에 생년과 봉령이라는 이를이 수록된 것이 2000년 이후 국역 고전서적이 데이터화되면서 알려졌다.
- 조부 : 이광식(李光軾, 1493년 11월 7일 ~ 1563년 12월 15일)
- 조모 : 함안이씨(咸安李氏, 1492년 12월 1일 ~ 1536년 10월 7일), 평안도관찰사 증 이조판서 양간공 이세응(李世應)의 딸
  - 백부 : 이계변(李繼邊)
  - 숙부 : 이전(李戩, 1517년 1월 21일 ~ ?)
    - 사촌 : 이준헌(李遵憲), 충장공 이복남(李福男)의 아버지
    - 사촌 : 이경헌(李敬憲, 임진왜란 때 탄금대에서 전사)
    - 사촌 : 이승헌(李承憲, 임진왜란 때 탄금대에서 전사)
    - 사촌 : 이봉헌(李奉憲)
    - 사촌 누이 : 우계이씨(羽溪李氏)
    - 사촌 매제 : 한강(韓綱, 1535년 ~ 1629년 4월 26일[19])
      - 당조카 : 한호문(韓好問)

  - 숙부 : 이용(李庸+戈, 1533년 ~ 1591년 1월)
  - 숙모 : 칠원윤씨, 윤탁연의 누이
  - 숙모 : 여산송씨, 송맹경의 딸
  - 고모 : 우계이씨(羽溪李氏)
  - 고숙 : 윤강(尹綱, 본관은 파평)
    - 고종 사촌 : 파평윤씨
    - 사촌 매제 : 이중경(李重慶, 1517년 ~ 1568년, 본관은 광주, 참판 역임)

  - 아버지 : 이감(李戡, 1516년 10월 27일 ~ 1583년)
  - 어머니 : 풍천 임씨(豊川任氏, 1515년 4월 12일 - 1556년 2월 1일), 좌참찬 정헌공 임권(任權)의 딸
    - 여동생 : 우계이씨(羽溪李氏)
    - 여동생 : 우계이씨(羽溪李氏, 1541년 12월 1일 ~ 1607년 5월 17일)
    - 매제 : 윤유후(尹裕後, 1541년 1월 11일 - 1606년 8월 13일)

  - 계모 : 예천 윤씨(醴泉尹氏, 1538년 10월 28일 - 1624년 11월 11일) 또는 예산윤씨(禮山尹氏), 윤연수(尹延壽)의 딸
    - 이복 동생 : 이의헌(李宜憲)
    - 이복 동생 : 이희헌(李希憲, 1569년 6월 15일? - 1651년 11월 28일)
    - 이복 제수 : 청주 한씨(淸州韓氏), 아버지 미상, 1570년 6월 15일 - 1593년 6월 13일
    - 이복 제수 : 금천 장씨(衿川莊氏), 사과 장득해(張得海)의 딸, 1583년 7월 18일 - 1636년 1월 26일
    - 이복 동생 : 이유헌(李有憲)
    - 이복 여동생 : 이씨(李氏)
    - 이복 여동생 : 권봉수(權鳳壽)

  - 부인 : 전주이씨(全州李氏, 이한(李澣)의 딸
  - 부인 : 전주이씨 이봉령(全州李氏 李奉令, 1536년 10월 29일 ~ 1613년 2월 24일), 밀성군 이침 증손 광원군 이구수(廣原君 李耉壽)의 딸
    - 아들 : 이명남(李命男, 1556년 5월 4일 ~ 1619년 / 1622년)
    - 자부 : 동래 정씨, 정순하의 딸
    - 자부 : 전의 이씨, 이대임의 딸
    - 아들 : 이길남(李吉男, 자는 석보(錫甫), 초명은 영남(英男), 1561년 8월 22일 - 1644년 2월 22일)
    - 자부 : 하동 정씨(河東鄭氏, 1562년 - 1642년), 정숭조의 손자 군수 정욱(鄭彧)의 딸
      - 손자 : 이경복(李慶復, 1595년 3월 24일 ~ ?년 7월 6일)
      - 손부 : 청주한씨(淸州韓氏, 1596년 5월 25일 ~ ?년 1월 25일), 교리 한영(韓詠)의 딸
      - 손자 : 이경항(李慶恒, 1601년 ~ 1643년
      - 손부 : 전주이씨(1600년 ~ 1667년), 효령대군 보 7대손, 파성군 철동 4대손 전라좌도수군절도사 이경유의 딸

    - 딸 : 우계이씨(羽溪李氏, 1565년 ~ ?년 3월 26일)
    - 사위 : 이안민(李安民, 1568년 ~ 1640년 7월 13일), 덕수이씨, 목사
      - 외손자 : 이강(李木+畺)
      - 외손자 : 이담(李木+詹)
      - 외손자 : 이격(李格), 군수
      - 외손자 : 이환(李桓)
      - 외손녀사위 : 정언유(丁彦瑜), 나주인, 상주목사 정호선(丁好善)의 자
- 외할아버지 : 임권(任權, 1486년 1월 5일 ~ 1557년 6월 17일, 호는 정용재(靜容齋) 또는 정곡(靜谷), 정용(靜容), 시호는 정헌)
- 외할머니 : 영산신씨(靈山辛氏), 진사 신제담(辛悌聃)의 딸
- 외증조부 : 임유겸(任由謙, 1456년 ~ 1527년, 공조판서, 지중추부사, 시호는 소간)
  - 외숙부 : 임중신(任重臣, 1517년 3월 24일 ~ 1580년 8월 28일)
- 외종조부 : 임추(任樞, 1482년 ~ 1534년, 관찰사)
- 처부 : 광원군 이구수(李龜壽, 1514년 ∼ 1567년, 왕족, 이경여, 이수여 형제의 증조부)
- 처조부 : 광성정 이전(李銓, 세종대왕의 서자 밀성군 침의 손자)
- 처부 : 이한(李澣, 본관은 전주)

## 기타
국조방목에는 그의 전처의 친정아버지만 수록되었다. 그러나 당시 그는 이미 밀성군 침의 증손 광원수 이구수의 딸과 재혼하여 아들이 있었다.
그는 아버지 이감이 이량, 윤원형 등과 가깝게 지낸 일로, 1563년(명종 18) 이후 연좌되어 여러번 파직과 복관을 반복했다.
밀성군 이침의 4대손인 그의 부인 전주이씨 이봉령 외에도 수도군 이덕생의 6대손인 사촌제수 전주이씨 이명복 역시 선원보에 이름이 전한다.
그와 같은 해에 별시문과에 급제한 유도(柳濤)는 그의 먼 인척으로 6대조 이인숙의 외손이었다. 이인숙의 딸은 유자문에게 출가했으며, 외손이 유한평(柳漢平)으로, 그와 함께 1560년에 별시문과에 병과로 합격한 유도는 유한평의 손자였다.

## 같이 보기
| - 임진왜란 - 임권 - 임유겸 - 이중경 - 광원군 - 밀성군 - 의인왕후 - 이감 - 이희헌 | - 이전 - 이광식 - 이용 - 이안민 - 이정암 - 유희분 - 이경항 - 정숭조 |

## 관련 서적
- 성남문화원, 《성남인물지》 (성남문화원, 2010)
- 강릉문화원, 《증수임영지(增修臨瀛誌)》 (강릉문화원, 1997)

## 참고 문헌
- 국조방목
- 명종실록
- 대동야승
- 미암집
- 연려실기술
- 당후선생안(堂后先生案)